# Liaison phosphodiester

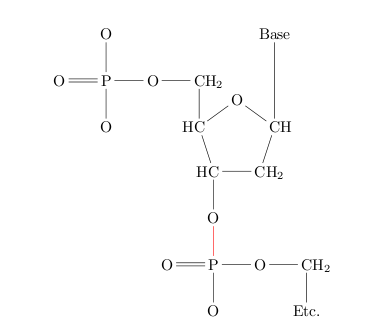
Liaison phosphodiester entre deux nucléotides

La liaison phosphodiester correspond au lien entre le phosphore d'un groupement phosphate avec deux autres molécules via deux liens ester. Elle se produit lorsque exactement deux des groupes hydroxyles (-OH) de l'acide phosphorique réagissent avec les groupes hydroxyles d'autres molécules pour former deux liaisons ester. Il s'agit donc en fait de deux liaisons phosphoester.  
Dans l'ADN et l'ARN, la liaison phosphodiester s'effectue entre l'extrémité 3' OH sur le ribose du premier nucléotide vers l'extrémité 5' phosphate du second nucléotide, par le biais d'une ADN/ARN polymérase. Il s'agit d'un ribose pour l'ARN (possède un oxygène en position 2' du sucre) et d'un désoxyribose pour l'ADN (désoxygénation en position 2' du sucre ce qui augmente la stabilité de l'ADN par rapport à l'ARN). 